# Massís de Postăvarul

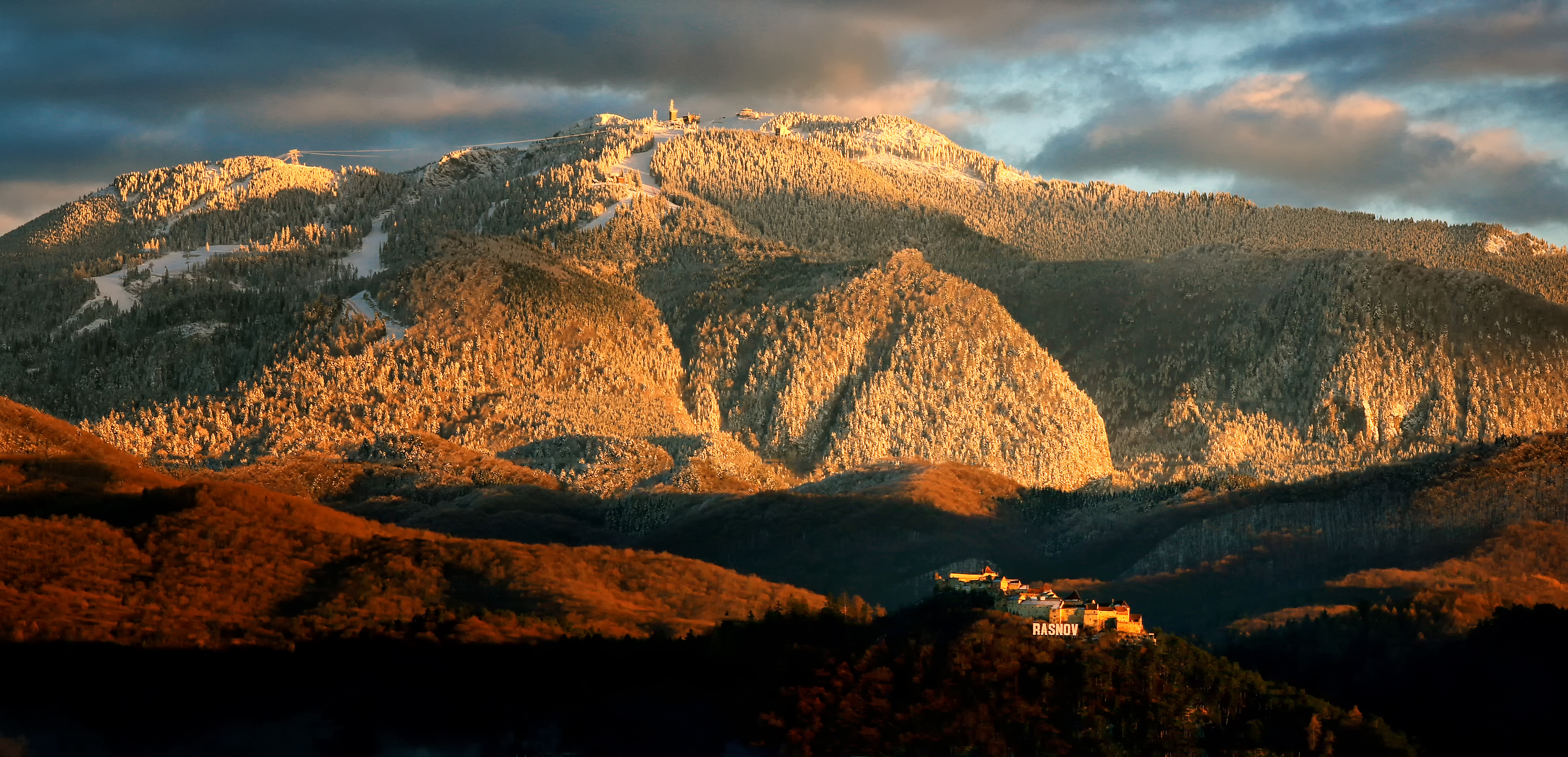
Postăvarul Massif amb la Ciutadella de Râșnov i Poiana Brașov al fons

El massís de Postăvarul (en alemany de Transsilvània Schuler i Schulerberg, en romanès Masivul Postăvarul) és un massís de Romania. Forma part dels Carpats romanesos, que al seu torn formen part de la serralada dels Carpats. L'altitud del cim més alt, també anomenat Postăvarul, és de 1799 metres.
Geogràficament, el massís de Postăvarul es troba a l'extrem sud del gran arc dels Carpats orientals. Juntament amb el massís veí de Piatra Mare forma el grup de les muntanyes Bârsei, veïna del vessant sud de la depressió de Țara Bârsei (Burzenland).
Poiana Brașov, una de les estacions d'esquí més conegudes de Romania, es troba al vessant nord de la muntanya Postăvarul. El cim de la muntanya es pot arribar fàcilment des de l'estació amb telefèric.
A Postavaru hi ha 35 rutes alpines homologades amb diferents graus de dificultat.

## Galeria d'imatges

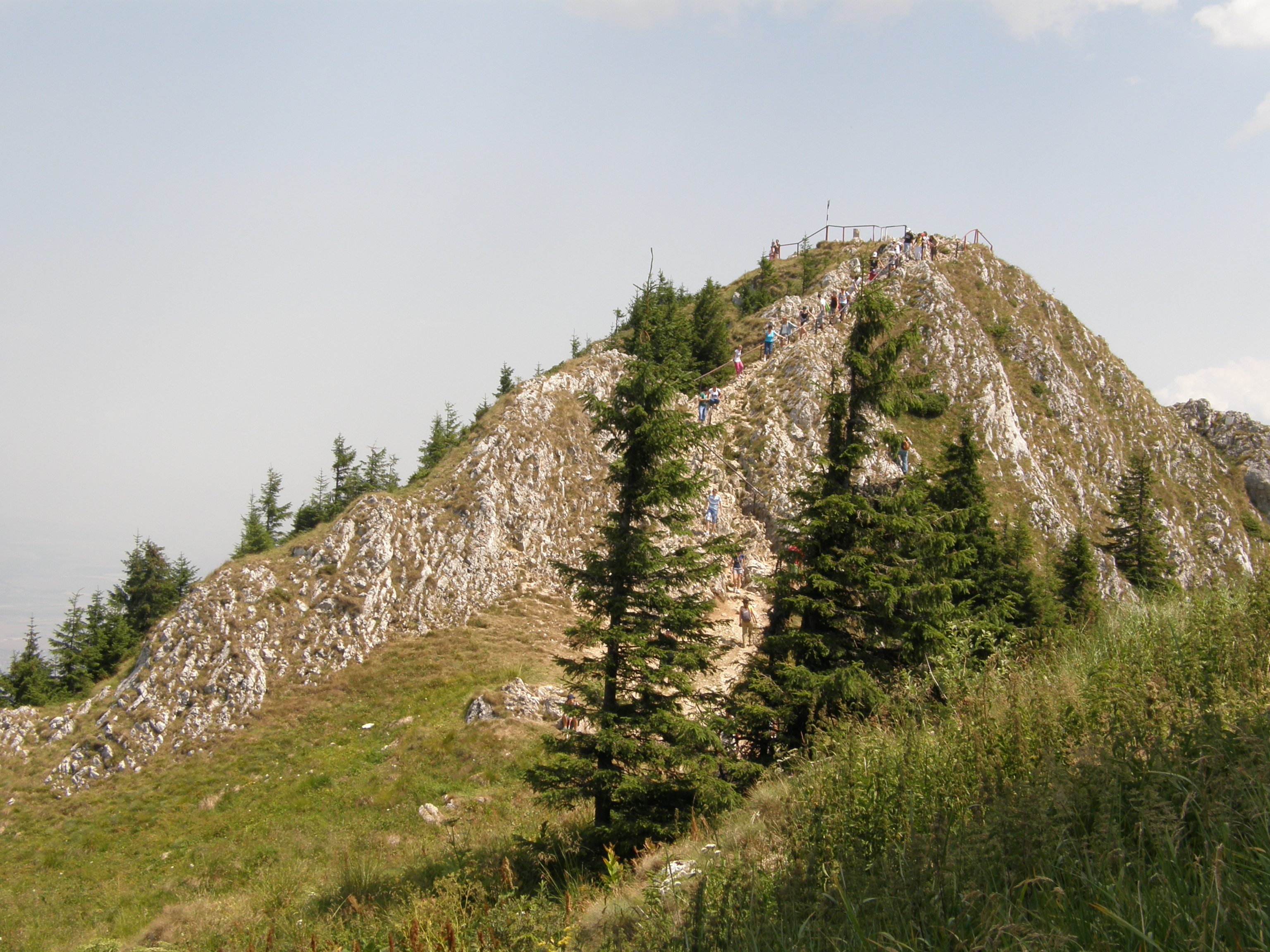
Vârful Postăvaru (1799 m)
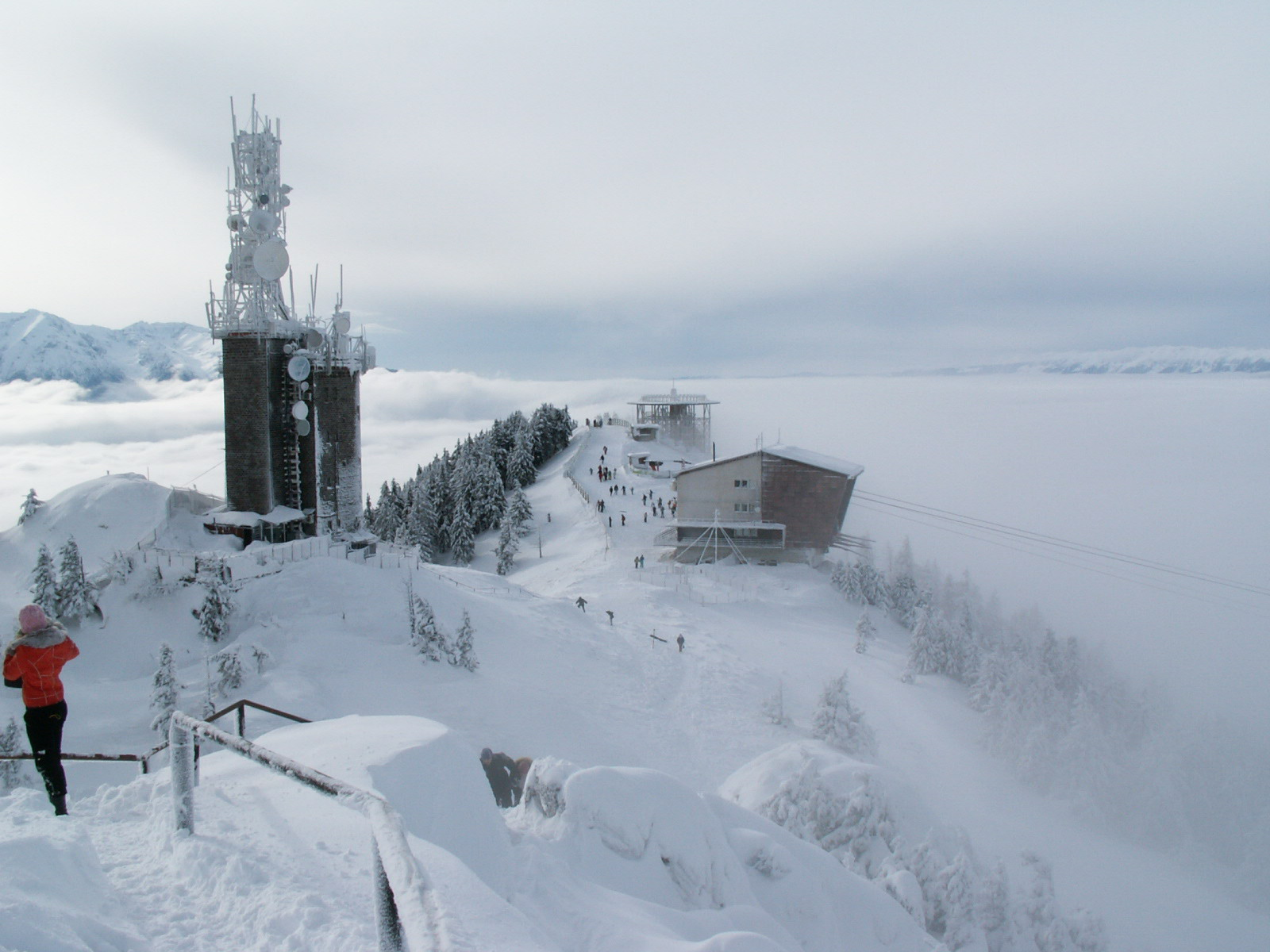
Culmea văzută de pe vârf
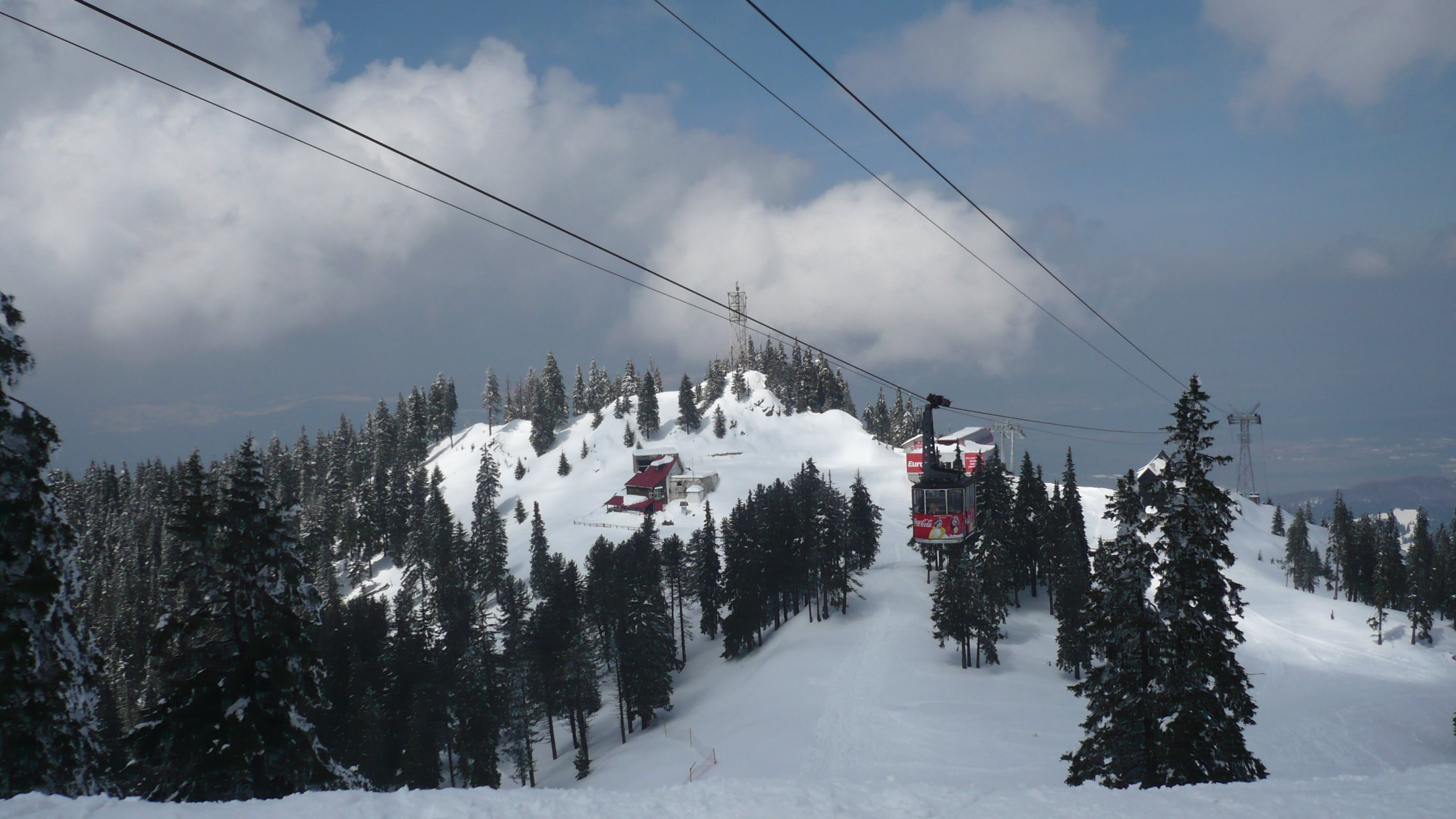
Vârful Cristianul Mare (1750 m)
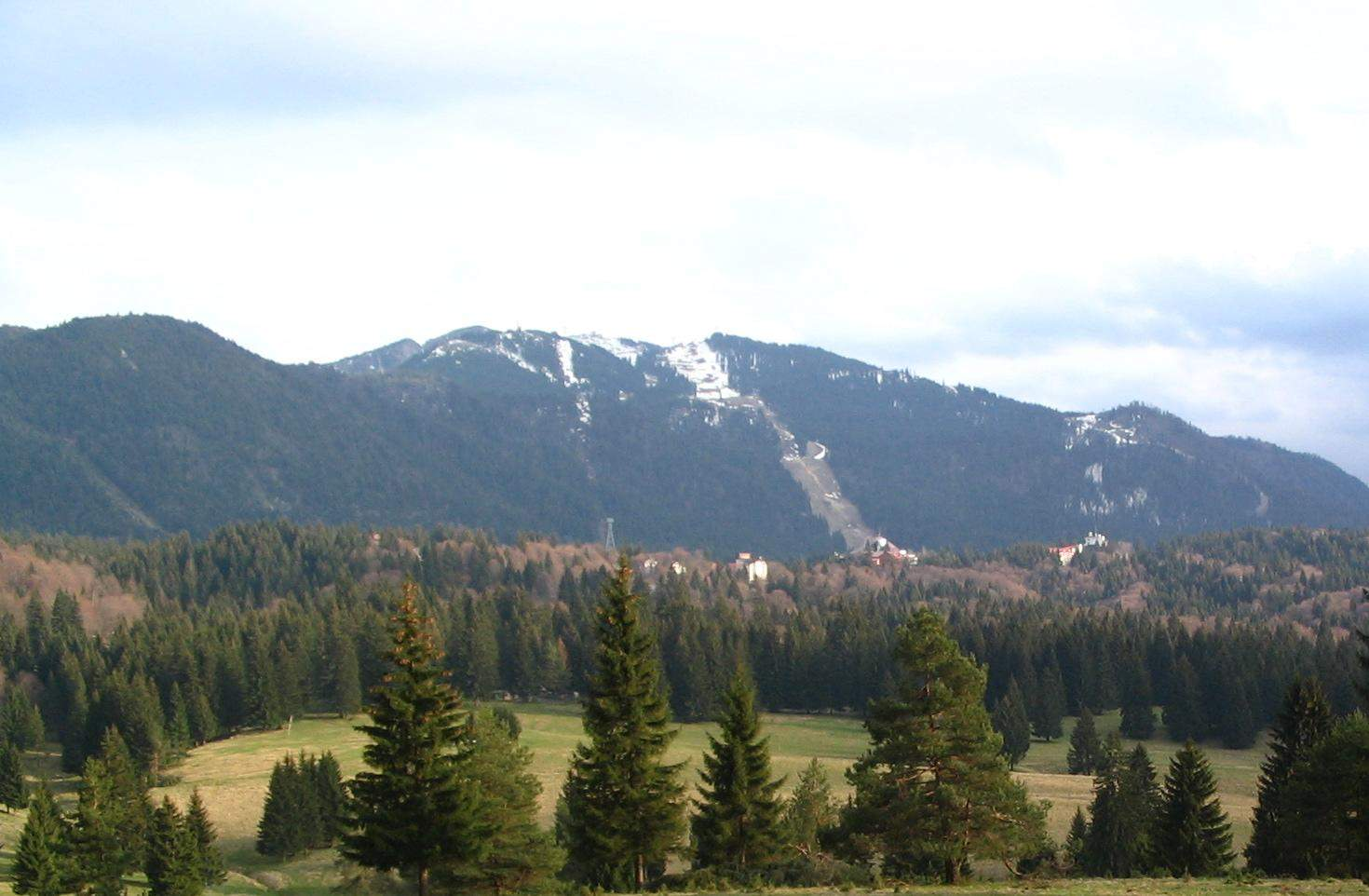
Postăvarul, văzut din Poiana Mare
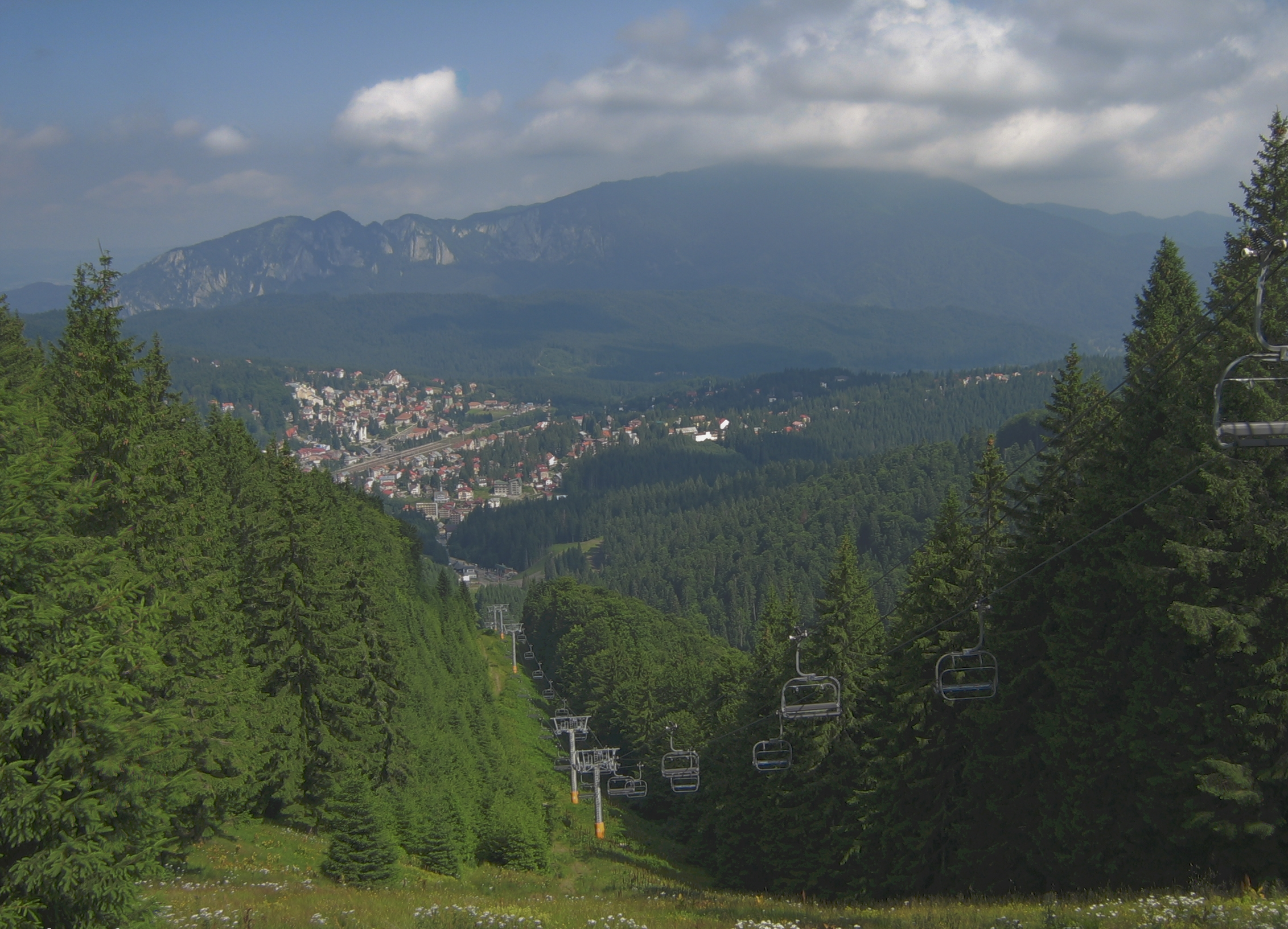
Postăvarul, văzut de pe Clăbucetul Taurului
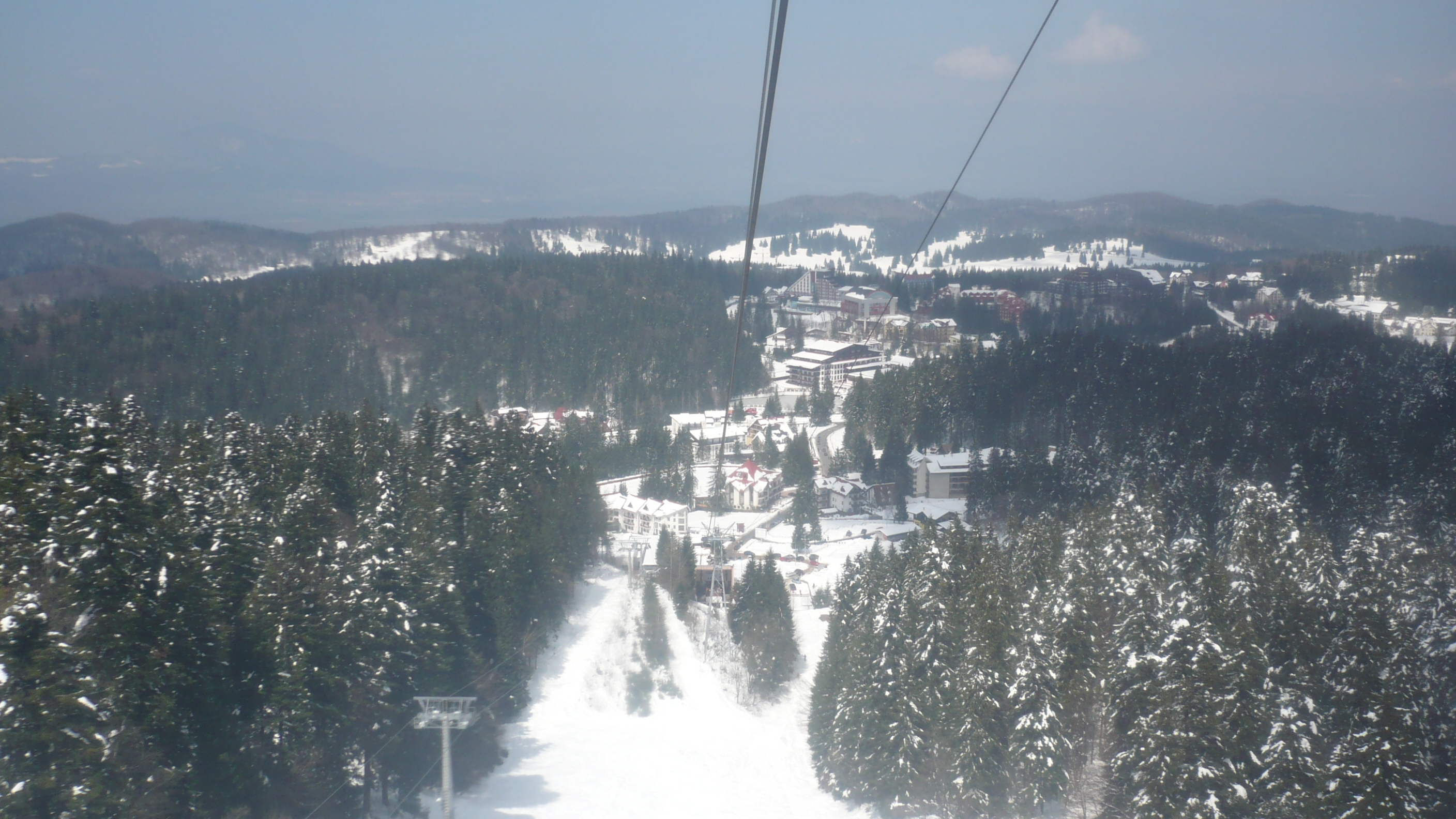
Vedere din telecabină - Poiana Braşov